# Тетрахлорэтилен
Тетрахлорэтилен (перхлорэтилен) — бесцветная жидкость с резким запахом, хлорорганический растворитель. Широкое применение находит в химчистке и обезжиривании металлов.

## Получение
Впервые тетрахлорэтилен был получен М. Фарадеем при термическом разложении гексахлорэтана.
{\displaystyle {\ce {CCl3-CCl3->[t]CCl2=CCl2 +Cl2}}}
В промышленности тетрахлорэтилен получают несколькими способами. Первый метод, игравший важное промышленное значение в прошлом, заключается в получении тетрахлорэтилена из ацетилена через трихлорэтилен. Хлорирование трихлорэтилена в жидкой фазе при температуре 70—110 °С в присутствии FeCl3 (0,1—1% масс.) даёт пентахлорэтан, который затем подвергают жидкофазному (80—120 °С, Ca(OH)2) или каталитическому термическому крекингу (170—330 °С, активированный уголь). Общий выход достигает 90—94% по ацетилену. Однако после повышения цен на ацетилен этот метод  утратил своё значение.
{\displaystyle {\mathsf {C_{2}H_{2}+2Cl_{2}}}\rightarrow {\mathsf {C_{2}H_{2}Cl_{4}}}}
{\displaystyle {\mathsf {C_{2}H_{2}Cl_{4}}}\rightarrow {\mathsf {C_{2}HCl_{3}+HCl}}}
{\displaystyle {\mathsf {C_{2}HCl_{3}+Cl_{2}}}\rightarrow {\mathsf {C_{2}HCl_{5}}}}
{\displaystyle {\mathsf {C_{2}HCl_{5}}}\rightarrow {\mathsf {C_{2}Cl_{4}+HCl}}}
Главным методом получения тетрахлорэтилена является окислительное хлорирование этилена или 1,2-дихлорэтана. Субстрат, кислород и хлор реагируют в присутствии катализатора (хлорид калия, хлорид меди(II) на силикагеле) при 420—460 °С. В результате серии реакций происходит образование трихлорэтилена и тетрахлорэтилена. Выход по хлору составляет 90—98%. Побочным процессом является окисление этилена до оксидов углерода, который ускоряется при превышении оптимальной температуры процесса. Продукты разделяются и очищаются перегонкой. Соотношение продуктов можно регулировать соотношением реагентов.
{\displaystyle {\mathsf {CH_{2}{=}CH_{2}+CH_{2}Cl{-}CH_{2}Cl+2,5Cl_{2}+1,75O_{2}}}\rightarrow {\mathsf {CHCl{=}CCl_{2}+CCl_{2}{=}CCl_{2}+3,5H_{2}O}}}
Высокотемпературное хлорирование углеводородов C1—C3 или их хлорпроизводных является вторым по важности источником тетрахлорэтилена. Он не требует чистого сырья и позволяет использовать отходы производства.
В 1985 году производство тетрахлорэтилена в США составило 380 тыс. тонн, в Европе — 450 тыс. тонн. Из-за оптимизации процесса химчистки и уменьшения выбросов вещества в атмосферу, а также по причине ужесточающихся экологических требований производство тетрахлорэтилена сокращалось с конца 1970-х годов. Уже в 1993 году объёмы производства в США оценивались в 123 тыс. тонн в год и 74 тыс. тонн в ФРГ.

## Физические свойства
Тетрахлорэтилен негорюч, невзрывоопасен и не самовоспламеняется. Он смешивается с большинством органических растворителей. С некоторыми растворителями тетрахлорэтилен образует азеотропные смеси.
| Второй компонент        | Массовая доля тетрахлорэтилена | Т. кип. азеотропной смеси при 101,3 кПа, °С |
| ----------------------- | ------------------------------ | ------------------------------------------- |
| вода                    | 15,9                           | 87,1                                        |
| метанол                 | 63,5                           | 63,8                                        |
| этанол                  | 63,0                           | 76,8                                        |
| пропанол-1              | 48,0                           | 94,1                                        |
| пропанол-2              | 70,0                           | 81,7                                        |
| бутанол-1               | 29,0                           | 109,0                                       |
| бутанол-2               | 40,0                           | 103,1                                       |
| муравьиная кислота      | 50,0                           | 88,2                                        |
| уксусная кислота        | 38,5                           | 107,4                                       |
| пропионовая кислота     | 8,5                            | 119,2                                       |
| изомасляная кислота     | 3,0                            | 120,5                                       |
| ацетамид                | 2,6                            | 120,5                                       |
| пиррол                  | 19,5                           | 113,4                                       |
| 1,1,2-трихлорэтан       | 43,0                           | 112,0                                       |
| 1-хлор-2,3-эпоксипропан | 51,5                           | 110,1                                       |
| этиленгликоль           | 6,0                            | 119,1                                       |

## Химические свойства
Тетрахлорэтилен является самым устойчивым соединением из всех хлорпроизводных этана и этилена. Он устойчив к гидролизу и меньше способствует коррозии, чем другие хлорсодержащие растворители.
Окисление

Окисление тетрахлорэтилена на воздухе даёт трихлорацетилхлорид и фосген, процесс протекает под действием УФ-излучения:
{\displaystyle {\mathsf {2CCl_{2}{=}CCl_{2}+1,5O_{2}{\xrightarrow[{}]{[hv]}}CCl_{3}{-}COCl+2COCl_{2}}}}
Этот процесс может быть замедлен при использовании аминов и фенолов в качестве стабилизаторов (обычно применяют N-метилпиррол и N-метилморфолин). Процесс, однако, может использоваться для производства трихлорацетилхлорида.
Хлорирование

При реакции тетрахлорэтилена с хлором в присутствии небольшого количества хлорида железа(III) FeCl3 (0,1 %) в качестве катализатора при 50-80 °С образуется гексахлорэтан:
{\displaystyle {\mathsf {CCl_{2}{=}CCl_{2}+Cl_{2}{\xrightarrow[{}]{[FeCl_{3}]}}CCl_{3}{-}CCl_{3}}}}
По реакции тетрахлорэтилена с хлором и HF в присутствии SbF5 синтезируют фреон-113.
{\displaystyle {\mathsf {CCl_{2}{=}CCl_{2}+3HF+Cl_{2}{\xrightarrow[{}]{[SbF_{5}]}}CClF_{2}{-}CCl_{2}F+3HCl}}}
Гидролиз

Происходит  только при нагревании в кислой среде (лучше всего с серной кислотой):
{\displaystyle {\mathsf {CCl_{2}{=}CCl_{2}+H_{2}O{\xrightarrow[{}]{[t,H_{2}SO_{4}]}}CCl_{3}{-}COOH+HCl}}}
при этом образуется трихлоруксусная кислота.
Восстановление

Тетрахлорэтилен может быть частично или полностью восстановлен в газовой фазе в присутствии таких катализаторов как: никель, палладий, платиновая чернь и др.:
{\displaystyle {\mathsf {CCl_{2}{=}CCl_{2}+2H_{2}{\xrightarrow[{}]{[t,kat:Ni,Pd,PtO_{2}]}}2C+4HCl}}}

## Применение
Около 60 % всего расходуемого тетрахлорэтилена находит применение как растворитель в химчистке. Тетрахлорэтилен заменил все другие растворители в этой области, поскольку он не горюч и может быть безопасно использован без особых мер предосторожности. Из-за своей устойчивости тетрахлорэтилен содержит низкий процент стабилизаторов и по этой же причине используется наряду с трихлорэтиленом и 1,1,1-трихлорэтаном для обезжиривания металлов, особенно, алюминия. В меньших количествах тетрахлорэтилен применяется в текстильной промышленности и производстве фреона-113.
В нефтепереработке тетрахлорэтилен наряду с дихлорэтаном применяется в процессе оксихлорирования (для восстановления активности) биметаллических катализаторов на установках каталитического риформинга и низкотемпературной изомеризации.

## Токсичность
Перхлорэтилен токсичен. При незначительном вдыхании паров перхлорэтилена появляется головокружение, после чего могут возникнуть признаки тошноты, склонность ко сну, падение артериального давление видимая припухлость надбровных дуг и щек, першение в горле, общая усталость, мнимое ощущение нехватки воздуха. При длительном воздействии паров перхлорэтилена возможен обморок. При попадании на кожу перхлорэтилен оставляет ожог, и возникают трещины на месте воздействия, при длительном воздействии может развиться атопический дерматит. При попадании в глаза необходимо промыть водой и обратиться в токсикологический центр.
Концентрация паров перхлорэтилена так же влияет на вкусовые рецепторы.
А так же, запрещено принимать пищу, держать продукты в непосредственной близости от источника, так как они могут пропитаться парами растворителя.